# Ormoc
Ormoc – miasto na Filipinach na wyspie Leyte nad morzem Camotes w prowincji Leyte. 177 tys. mieszkańców (2007).
Port nad zatoką Ormoc, ośrodek handlowy regionu rolniczego (uprawa ryżu i trzciny cukrowej), przemysł gł. spożywczy.
Jeszcze przed przybyciem Hiszpanów istniała tu miejscowość Ogmok, będąca ośrodkiem handlu tubylców z kupcami z Chin i Jawy. Dla Europejczyków została odkryta w 1521 r. przez wyprawę Magellana. W sierpniu 1556 r. przybyli tu hiszpańscy misjonarze, życzliwie przyjęci przez miejscową ludność. Dalszy rozwój Ogmok był ciągle hamowany przez licznych na tych wodach piratów, którzy systematycznie plądrowali okolice i skutecznie odstraszali kupców i kolonistów. 3 grudnia 1634 mieszkańcy Ogmok usiłowali stawić opór piratom, zostali pokonani i wymordowani, a samo miasto spalone. Odradzało się już jako część pobliskiego miasta Palompon, a 26 lutego 1834 oderwało się od niego pod dzisiejszą nazwą Ormoc.
W czasie II wojny światowej ważny japoński port zaopatrzeniowy, w 1944 r. wyzwolony przez Amerykanów. Przez pewien czas nazwa miasta była zmieniona na MacArthur na cześć amerykańskiego generała, który dowodził wyzwoleniem Filipin. Prawa miejskie przyznano 4 września 1947. Od 1950 r. intensywny rozwój miasta.
W wyniku tajfunu Uring, który zaatakował miasto 5 listopada 1991, śmierć poniosło ok. 8000 jego mieszkańców.